# 13622 Макартур
13622 Макартур (13622 McArthur) — астероїд головного поясу, відкритий 26 квітня 1995 року.
Тіссеранів параметр щодо Юпітера — 3,166.